# Emanuel Mikschik

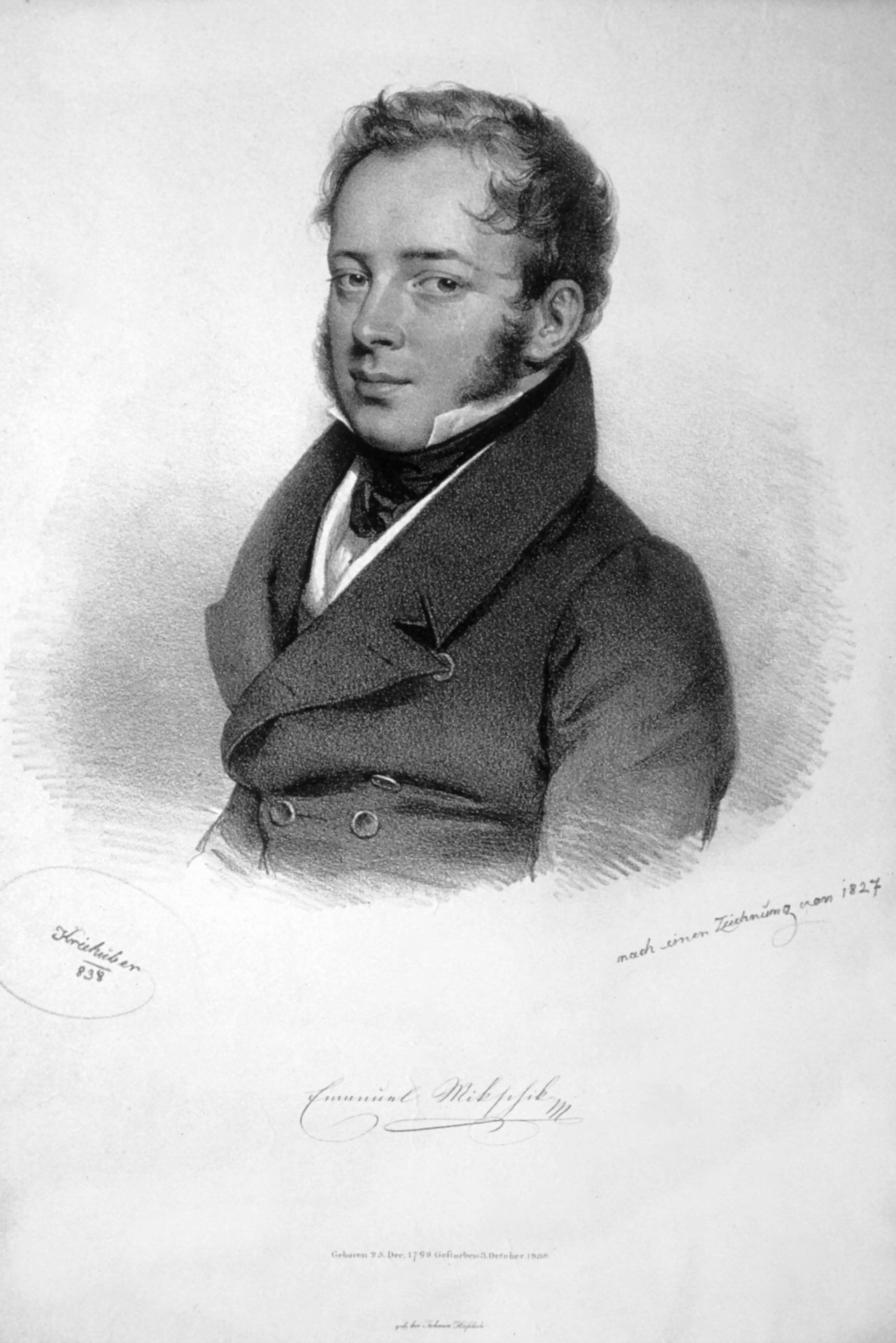
Emanuel Mikschik, Lithographie von Josef Kriehuber (1838, „nach einer Zeichnung von 1827“)

Emanuel Mikschik (* 25. Dezember 1798; † 3. Oktober 1838 in Penzing bei Wien) war ein österreichischer Jurist, Botaniker und Pianist.

## Leben
Mikschik war als Aktuar am Wiener Kriminalgericht tätig und daneben ein äußerst versierter Pianist. Ab 1829 trat er häufig als Klavierbegleiter des berühmten Schubert-Sängers Johann Michael Vogl auf. 1829 war er auch unter den Subskribenten von Franz Schuberts Liederzyklus Schwanengesang D 957.
Ab 1835 gehörte zum Direktorium der Gesellschaft der Musikfreunde und wurde am 27. Juni 1838 zum Sekretär der Gesellschaft berufen.
Im Winter 1834/35 lernte er den musikbegeisterten Dichter Nikolaus Lenau kennen und wurde bald einer seiner engsten Freunde. Kurz darauf verlobte er sich mit Johanna von Kleyle, einer Schwester von Lenaus unglücklicher Liebe Sophie von Kleyle (1810–1889), die später den Generaldirektor des Postwesens und Schriftsteller Max von Löwenthal (1799–1872) heiratete.
Am 3. Oktober 1838 starb Mikschik mit 39 Jahren – unverheiratet – in Penzing bei Wien am „Nervenfieber“.
Die Gesellschaft der Musikfreunde veranstaltete für ihn am 11. Oktober 1838 einen feierlichen Trauergottesdienst in der Augustinerkirche, bei der Mozarts Requiem aufgeführt wurde. Unter den Zuhörern war Robert Schumann, der in diesen Tagen in Wien weilte und seinem Tagebuch notierte: „Donnerstag in der Früh in der Augustinerkirche Requiem von Mozart für Mikschik. Ich stand neben Mozart’s Sohn“. Gemeint ist Franz Xaver Wolfgang Mozart.
Ein zweites Requiem für Mikschik fand am 21. Oktober 1838 in der Augustinerkirche statt.